# Pseudoblothrus roszkovskii
Pseudoblothrus roszkovskii es una especie de arácnido del orden Pseudoscorpionida de la familia Syarinidae.

## Distribución geográfica
Se encuentra en Ucrania.